# 社員権
社員権（しゃいんけん、membership）とは、何らかの社団について、その社員（構成員）の地位をいう。日本法においては、物権や債権、知的財産権とともに財産権を構成する。

## 名称
属する社団の種類に応じて、株式、持分、投資口、出資（特定出資や優先出資、普通出資）、あるいは単に社員権などと呼ばれる。出資については、実務上、出資行為と区別するために出資持分と呼ばれることもある。
社員権を有する者が法的な意味における社員である。この社員とは従業員のことを意味するものではない。社員は、属する社団の種類に応じて、株主（自益権、共益権から構成される株主権を有する）、投資主、出資者（優先出資者、普通出資者）、あるいは単に社員（特定社員、優先出資社員）と呼ばれる。

## 概説
社員権には、社団に対する出資又は拠出によって原始的に取得されるのが通常であるが、例外的に、旧中間法人や一般社団法人の場合には基金を拠出する者は社員である必要はないものとされている。
また、社員権は当該社団に関する議決権を伴うが、法令や定款等の定めにより、社員権の種類によって議決権の内容に違いが設けられることがある。
また、営利目的の社団の社員権には、配当請求権と残余財産分配請求権を伴うのが通常であるが、これも法令や定款等の定めにより、社員権の種類によって違いが設けられることがある。
社員権を当該社団から取得するコール・オプションが法律で定められていることがあり、新株予約権や新優先出資予約権がある。